# Надволжя

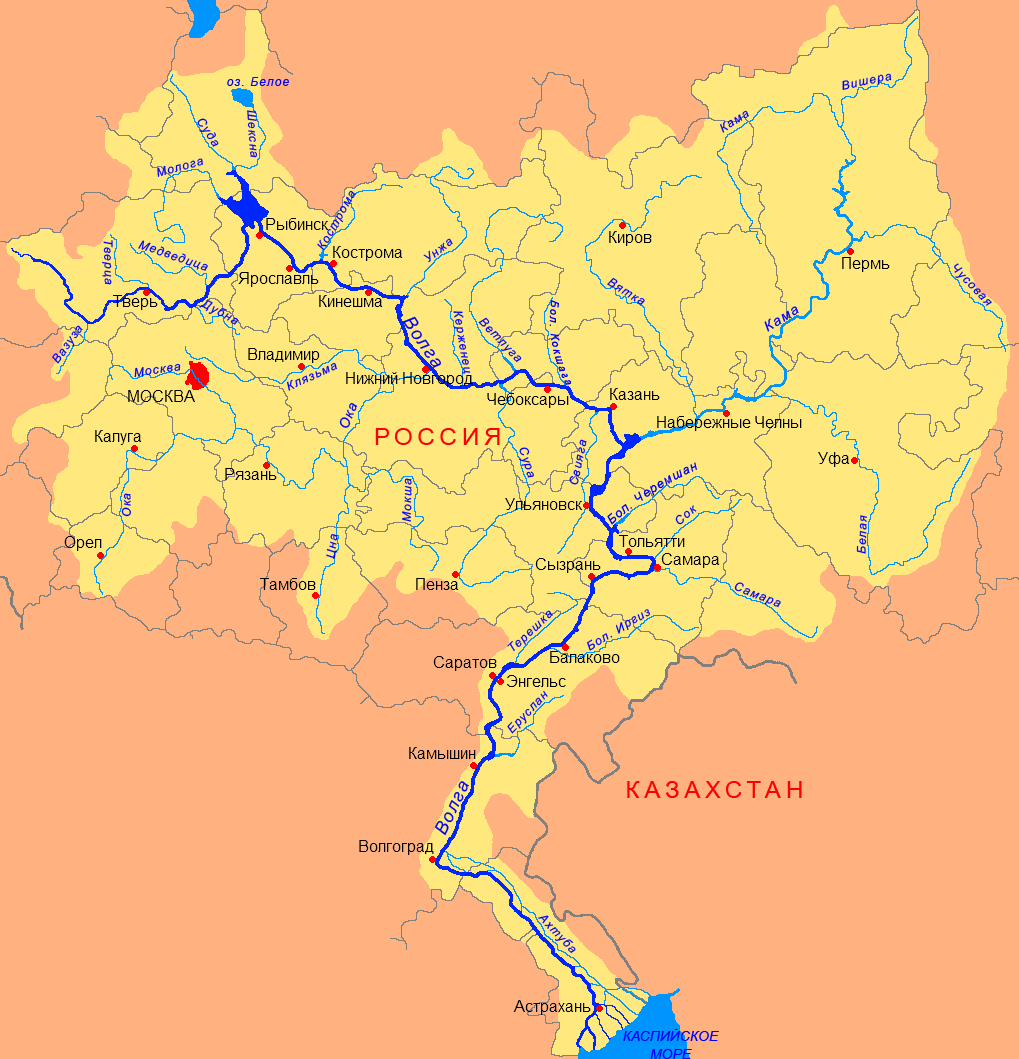
Надволжя — сточище річки Волга

Надволжя (зросійщене Поволжя (рос. Поволжье)) — територія, що примикає до середньої і нижньої течії Волги або територія, розташована близько до неї економічно залежна від цієї річки.

## Українці Надволжя
Українці Надволжя називають свій край — Жовтий Клин за золотими ланами поволзьких степів.
За Російської імперії існувала політика поселення українських переселенців з Гетьманщини у XVIII—XIX століттях за Волгу з причини стрімкого зростання українського населення у Подонні. Російський уряд лякався перспективи створення суцільної української території від Дніпра до Волги.
Українські поселення розташовані від Казані до Каспійського моря у Середньому й Нижньому Надволжі.

## Географія
В межах Надволжя виділяються порівняно піднесене правобережжя з Приволзькою височиною і лівобережжя, так званим Заволжям.
У природному відношенні до Надволжя іноді відносять також місцевості, що знаходяться у верхній течії Волги (від її витоків до гирла Оки).
Географічно виділяються такі області Надволжя:
- Верхнє Надволжя — надвозькі землі до Нижнього Новгорода, включаючи Надоков'я
  - Пооков'я (Надоков'я) — землі у водосточищі річки Ока, правої притоки Волги
- Середнє Надволжя — надволзькі землі та волзьких приток від Нижнього Новгорода до Волгограда
  - Надкам'я (Покам'я) — землі у сточищі річки Кама, лівої притоки Волги
- Нижнє Надволжя — надволзькі землі від Волгограда до Каспійського моря

Економічно виділяється Поволзький економічний район. У сучасній Росії існує Приволзький федеральний округ.